# Älekulla kyrka
Älekulla kyrka är en kyrkobyggnad i Älekulla i Marks kommun. Den tillhör Älekulla församling i Göteborgs stift.

## Kyrkobyggnaden
De äldsta delarna av kyrkan stammar från medeltiden. Byggnaden förlängdes 1794 genom att koret byggdes till. Tornet av trä tillkom 1877 och ersatte då den tidigare klockstapeln. Sakristian byggdes 1935.

## Takmålningar
Kyrkorummet målades 1760 av kyrkomålaren Ditlof Ross, som i kyrkans trätak bland annat framställde skapelsen och syndafallet. Efter tillbyggnaden 1794 bemålades korets tak i samma stil 1796 av Jacob Magnus Hultgren med motiv från Första Mosebok. År 1877 övermålades taket och en stor del av inredningen med vit oljefärg. Vid renoveringen under ledning av Thorbjörn Engblad 1938-1939 togs det ursprungliga måleriet åter fram varvid vissa bräder måste bytas ut och rekonstrueras. 

## Inventarier

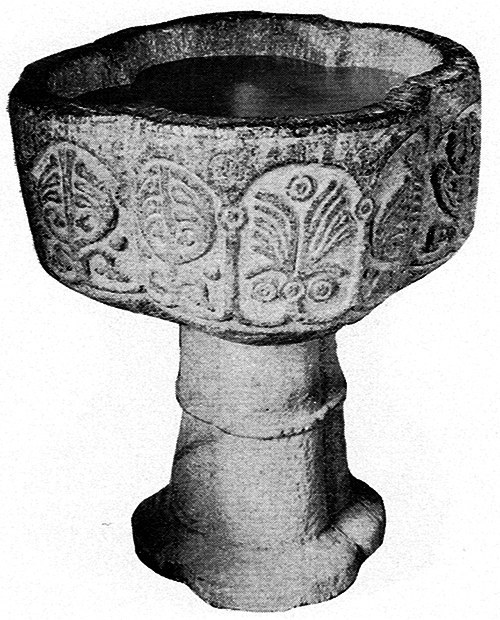
Dopfunten.

- Dopfunt av täljsten, som tillhör en grupp döpt efter funten i Starrkärrs kyrka. Den är tillverkad under senare delen av 1200-talet i två fyrpassformade delar med höjden 96  cm. Cuppan har rakt liv med buktande undersida. Upptill ett utsparat band och nedanför en arkadindelning med tolv rundbågiga arkader, utsmyckade enligt Starrkärrskolans mönster med växtornament och palmetter. Foten har ett skrånande skaft med en rundstav på mitten. Uttömningshål saknas.[1]
- Altaruppsatsen är enligt inskrift på baksidan tillverkad 1796 av Johannes Larsson i Brastorp. Altaruppsatsen har två målningar utförda av Jacob Magnus Hultgren, överst Kristus på korset och därunder den första nattvarden. Hultgren målade även nummertavlorna.
- Predikstolen, läktarbröstningen och möjligen även bänkdörrarna är målade i slutet av 1700-talet Ditlof Ross.
- På södra långväggen finns en äldre altartavla från 1867.

### Klockor
- Storklockan är av en senmedeltida typ och har på halsen en inskrift satt med plottriga bokstäver som vid gjutningen blivit så suddiga att det inte gått att tolka.[2]
- Lillklockan är daterad till 1732.

### Orgel
- 1876 byggdes en orgel med 6 stämmor av den lokale skolläraren, klockaren samt även organisten Johan Henrik Torell, som var en mångsysslare på orten. Han hade endast använt en instruktionsbok för orgelbygge och med hjälp av två snickare, bröderna Bengt Karl och Swen Johan Magnusson från Sjögård i Oxabäcks socken, byggt den. Den blev avsynad och godkänd. Invigning av orgeln var i början av oktober 1876.[3] Orgeln invigdes söndagen den 15 oktober 1876. Snickarbröderna hade tidigare förfärdigat ett harmonuim och en liten piporgel utan egna förkunskaper. Detta ansåg Torell vara en bra grund för att låta de vara med på även detta avancerade bygge. Torell byggde orgeln för egna pengar då inte församlingen vågade sponsra ett bygge som kändes osäkert. Men om den blev godkänd var de villiga att stå för kostnaden. Torells avtal med församlingen var att orgelns kostnad på omkring 1000 kr, Torells eget arbete oberäknat, skulle betalas till honom genom frivilliga gåvor och om han dog  inom 10 år efter avtalets ingång, så skulle församlingen betala återstående skuld direkt till hans arvingar.[4]
- På 1930-talet byggdes en ny orgel.
- .Senaste orgeln byggdes 1978 av Tostareds Kyrkorgelfabrik. I pipverket ingår äldre material. Instrumentet har tolv stämmor fördelade på två manualer och pedal.[5] Fasaden härstammar från 1876 års orgel.